# Srdce (kniha)
Srdce (italsky Cuore) je dětský román italského spisovatele Edmonda De Amicise. Kniha byla vydána nakladatelstvím Treves 18. října 1886 a získala velkou popularitu.

## Děj knihy
Příběhy žáků třetí třídy obecné školy Barettiho vypráví osudy rodiny Alberta Bottiniho, hlavní postavou je jeho syn Enrico. Děj se odehrává v italském městě Turíně v jednom školním roce od října 1881 do července 1882. V té době je Itálie již sjednocená jako Italské království (Regna d’Italia) a vládl tu Umberto I., syn krále sjednotitele Viktora Emanuela II. Jeho vláda spadá do let 1878–1900, kdy byl zavražděn. Turin (italsky Torino) je hlavní město kraje Piemontu v severozápadní Itálii. Leží na úpatí Alpských hor, má překrásné okolí a množství památek. V příběhu se odrážejí dobové sociální rozdíly, které autor výstižně popisuje. V několika samostatných kapitolách jsou popsány také tehdejší podmínky života slepých a hluchých dětí, dětí stižených křivicí a nejmenších dětí z opatrovny, obdoby jakýchsi obrovských jeslí. V knize je také vykresleno několik charakterů učitelů i učitelek, jejich autorita, vztah a láska žáků k nim, zároveň však i život v existenčních potížích.
Giuseppe Baretti (1716–1789) byl turínský spisovatel, proslavil se svou „Rozpravou o Shakespearovi a panu Voltairovi“, kritickým čtrnáctideníkem „Literární dutky“ a „Anglicko-italským slovníkem“.

## Postavy
- Enrico Bottini – desetiletý chlapec, vypravěč příběhu.
- Garrone – největší ze třídy, pro nemoc opakoval a je mu již skoro 14 let; během vyprávění mu umírá těžce nemocná matka. Garrone je ochráncem všech slabších dětí.
- Correti – veselý a neúnavný, je synem obchodníka s dřívím a pomáhá mu v krámě, přitom se učí do školy.
- Nelli – tělesně postižený, hrbáček, slabý, milovaný svou matkou, který dokáže motivován chlapci ze třídy vyšplhat při sportovní hodině po tyči až nahoru.
- Zedníček – syn zedníka, umí se pitvořit (dělat zaječí hubičku) a všechny rozveseluje, sám však téměř zemře na těžkou nemoc.
- Garoffi – rozený obchodník, který obchoduje se vším, co se mu dostane do ruky, sbírá známky a přestože si vysoce cení svého alba, nabídne je chlapci od muže, kterému nechtěně poranil zrak sněhovou koulí.
- Stardi – chlapec s malým nadáním, který dře při učení, až získá medaili za dobrý prospěch; jeho největším pokladem je za vlastní peníze koupená knihovnička.
- Precossi – syn kováře, který pije a trestá ho bitím; když se však dozví, že syn získal medaili, najde si práci.
- Derossi – nejnadanější žák třídy.
- Crossi – chlapec, který žije jen s matkou, otec se vrátí údajně z Ameriky, ukáže se však, že byl ve vězení za nechtěné zabití.
- Carlo Nobis – pyšný a bohatý chlapec.
- Votini – závistivý a bohatý chlapec, který se pyšní hlavně svým vzhledem a oblečením.
- Franti – zlobivý a nezvladatelný chlapec, který se vysmívá všem, i učitelům a je nakonec ze školy vyloučen.

## Měsíční povídka
Každý měsíc zadává učitel jednomu z žáků k přepsání a čtení povídku měsíce, krátký příběh s morálním apelem.
- Malý vlastenec z Padovy – chudý italský chlapec dostane od bohatých lidí na lodi, kterou se plaví domů, drobné peníze, které jim však hodí zpět, když slyší, jak pomlouvají jeho vlast – Itálii.
- Malá lombardská hlídka – chlapec, nalezenec, vyleze na žádost velitele na strom, aby zjistil, kde a jak početný je nepřítel, je však ostřelován a než stihne slézt dolů, je smrtelně raněn; je pochován s poctou jako voják.
- Malý florentský písař – Giulio, dvanáctiletý Florenťan vidí, že jeho otec již nezvládá svou práci, přepisování textu, a chodí v noci do jeho pracovny, kde mu tajně pomáhá; ve dne ve škole únavou usíná, za což ho otec plísní, nakonec však odhalí příčinu a je na svého syna hrdý.
- Sardinský bubeník – chlapec je v bitvě u Custozy vyslán velitelem, aby donesl zprávu blízkým spojeneckým vojákům, že jsou v obležení nepřítele; na doručení je závislá celá jednotka; chlapec je raněn do nohy, přesto však zprávu doručí, nohu mu však již nelze zachránit, musí mu být amputována.
- Tatínkův ošetřovatel – malý Cicillo je vyslán matkou do nemocnice za svým otcem ošetřovat ho po zranění, v těžkém stavu; několik dní ošetřuje vojáka, o kterém se domnívá, že je jeho otec, ten ho sice nepoznává, přilne však k němu a přijímá jeho péči; když se ukáže pravý otec, který se mezitím uzdravil a chce ho odvést domů, chlapec odmítne a zůstává pečovat o umírajícího až do konce.
- Romaňská krev – třináctiletý chlapec Ferrucio, kterého babička neustále plísní za to, že neposlouchá a trápí ji i rodiče, ji zakryje před lupiči svým tělem a zachrání jí život.
- Občanská statečnost – vyznamenání chlapce, který skočil do rozvodněné řeky a zachránil kamaráda před utonutím.
- Od Apenin k Andám – Marco, třináctiletý syn se vydá z Itálie za matkou do Ameriky, kde za pomoci různých dobrých lidí urazí obrovskou vzdálenost; svou matku najde v těžké nemoci, svým příchodem jí však vleje chuť do života.
- Ztroskotání lodi – drobný chlapec Mario a statná dívka Giulietta, kteří plují na lodi ke svým příbuzným, se spolu skamarádí, loď se však dostane do bouře a potápí se, drobnějšího chlapce chtějí vzít do záchranného člunu, ale on přenechá své místo v lodi dívce a zůstane na potápějící se lodi.

## Některá česká vydání
- 1888 – čtenáře na knihu upozornil Jaroslav Vrchlický a poprvé se u nás objevila na sklonku let 1888, jak uvádí překladatel Benjamin Jedlička ve vydání z roku 1958[1]
- 1889 – Praha: V. Neubert, přeložil Václav Marek
- 1896 – 4. oprav. vyd. Praha: V. Neubert
- 18?? – 5. vyd. Praha: Jos. R. Vilímek, přeložil Bedřich Frída; ilustrace Věnceslav Černý
- 1923 – Praha: V. Neubert. 7. vyd. – s 200 původními dřevoryty vlašských malířů Nardiho, Ferragutiho aj., s životopisem spisovatele; překlad Václav Marek
- 1927 – Praha: Přítel knihy; přeložil Václav Jiřina; ilustrace Antonín Majer
- 1928 – vydání v překladu Františka Petráka, ilustrace na frontispisu Zdeněk Burian, vyšlo nákladem J. Toužimského v Praze-Vršovicích
- 1930 – vydání v překladu A. Vetterové-Bečvářové, Ilustrace/foto F. Horník; Praha: nakl. A. Hynek (edice)
- 1932 – vydání v překladu Karla Cvrka s 210 původními vyobrazeními italských malířů (Arnaldo Ferraguti, Enrico Nardi[2], Giulio Aristide Sartorio) vydal Grafický umělecký ústav V. Neuberta a synů v Praze
- 1940 – vydání s ilustracemi Miloše Nováka, přeložil Karel Málek, vydalo nakladatelství Vojtěch Šeba, nakladatelství a knihkupectví v Praze
- 1941 – vydalo nakladatelství Jos. R. Vilímek (reedice)
- 1947 – vydání s ilustracemi F. Hudečka, nakladatelství Jos. R. Vilímek (edice)
- 1958 – vydalo Státní nakladatelství dětské knihy Praha; vydání v překladu Benjamina Jedličky s původními ilustracemi (Arnaldo Ferraguti, G. [sic] Nardi a A. G. Sartorio)
- 1969 – vydalo nakl. Albatros; přel. Benjamin Jedlička
- 1970 – vydalo nakl. Albatros (2., upravené vyd. v Albatrosu); přeložila Ivana Jedličková
- 2006 – vydání v překladu Tomáše Uchytila, vydavatel Český klub

## Filmová zpracování
- 1947 – Cuore, režie Vittorio de Sica
- 1973 – Cuore, režie Romano Scavolini
- 1985 – Cuore, režie Luigi Comencini
- 2001 – Cuore, šestidílný televizní seriál, režie Maurizio Zaccaro

- 1976 – 3000 Leagues in Search of Mother (From the Apennines to the Andes), animovaný film, Japonsko

## Podobná díla
- Chlapci hrdinové – povídky z knihy Srdce, vydal J. Jiránek, Železný Brod 1943, ilustrace O. Fuchs